# شارل-آندره فن لو
شارل-آندره فن لو (فرانسوی: Charles-André van Loo‎؛ تلفظ فرانسوی: [ʃaʁl ɑ̃dʁe vɑ̃ lo]؛ ۱۵ فوریه ۱۷۰۵ – ۱۵ ژوئیه ۱۷۶۵) نقاش اهل فرانسه بود. وی فرزند لوئی-آبراهام ون لو، برادر کوچکتر ژان-بتیست ون لو و نوه یاکوب ون لو بوده‌است. او مشهورترین عضو سلسله موفق نقاشان هلندی بود. آثار او شامل هر موضوعی همچون دین، نقاشی تاریخی، اسطوره‌شناسی، پرتره و تمثیل بوده‌است.
وی همچنین برندهٔ جوایزی همچون نشان سن‌میشل شده‌است.

## آثار

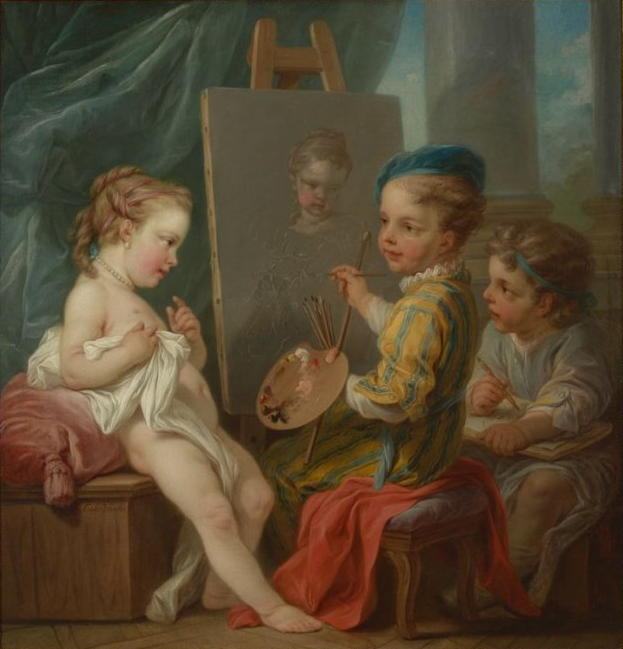
Painting, 1752-1753, Legion of Honor, San Francisco
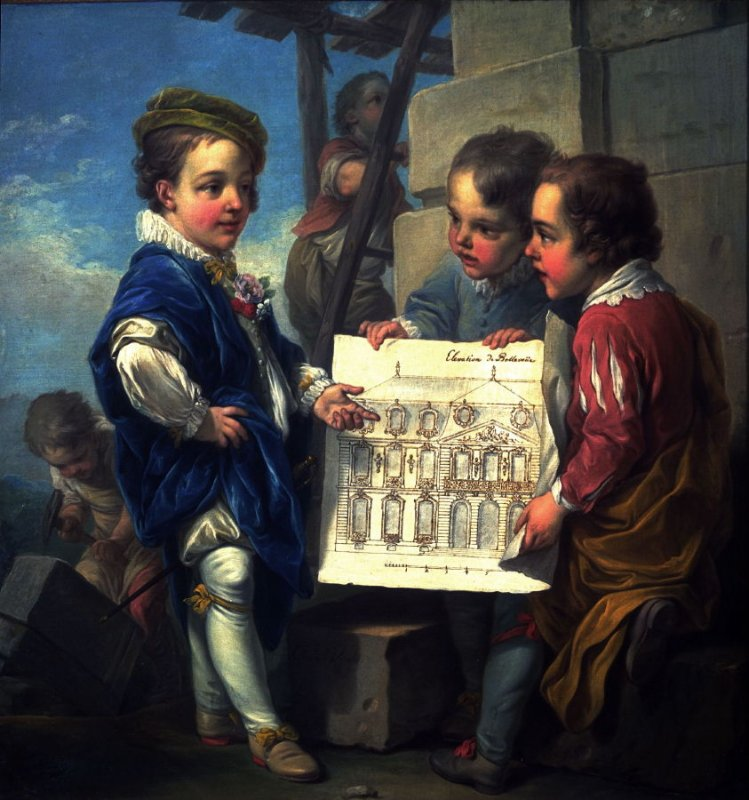
Architecture, 1752-1753, Legion of Honor, San Francisco
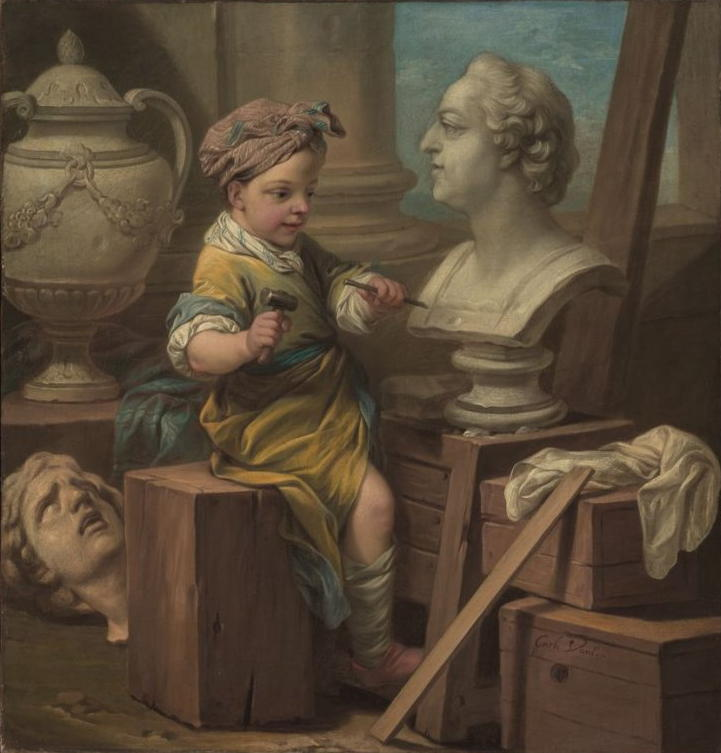
Sculpture, 1752-1753, Legion of Honor, San Francisco
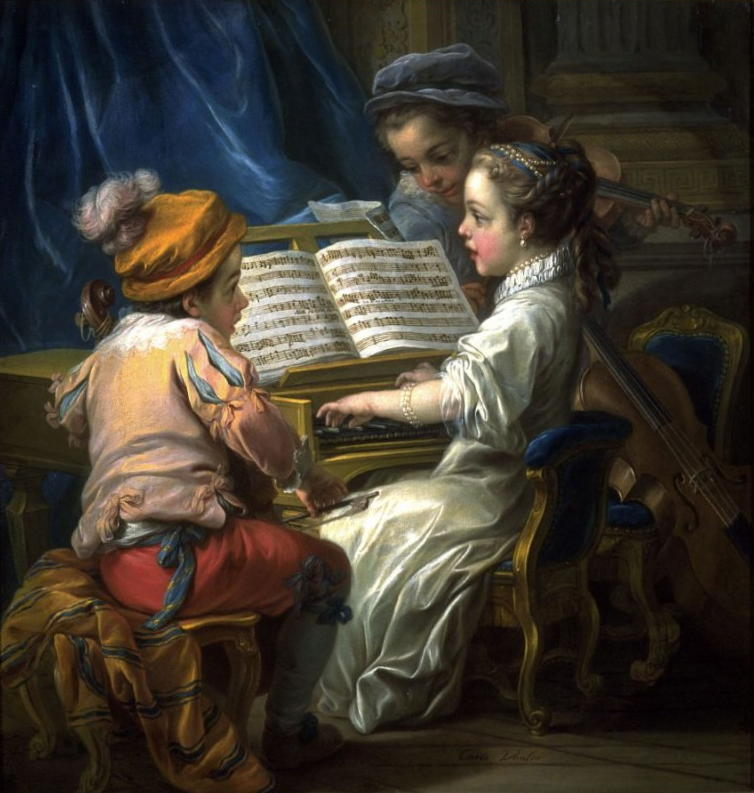
Music, 1752-1753, Legion of Honor, San Francisco
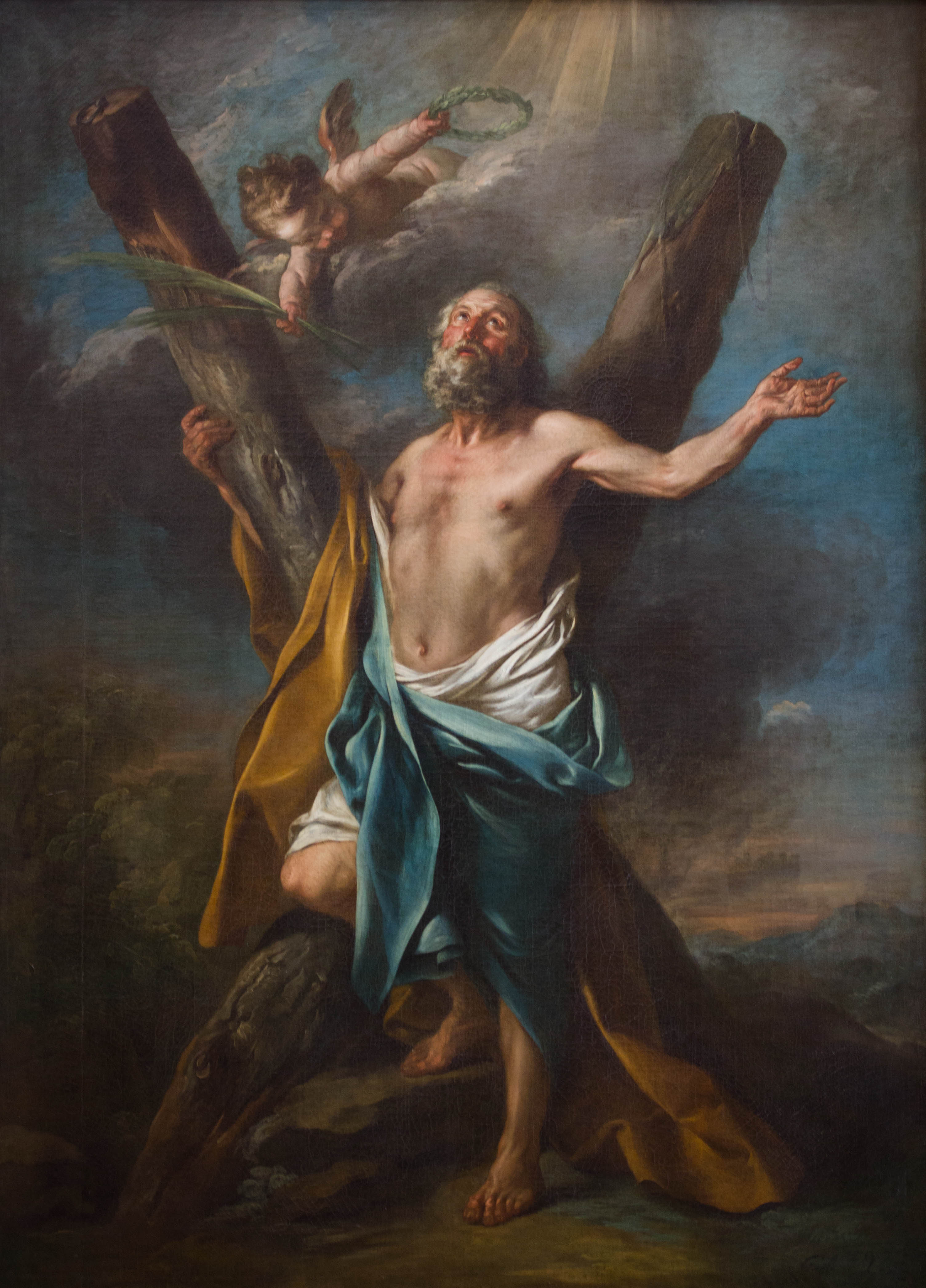
Saint Andrew
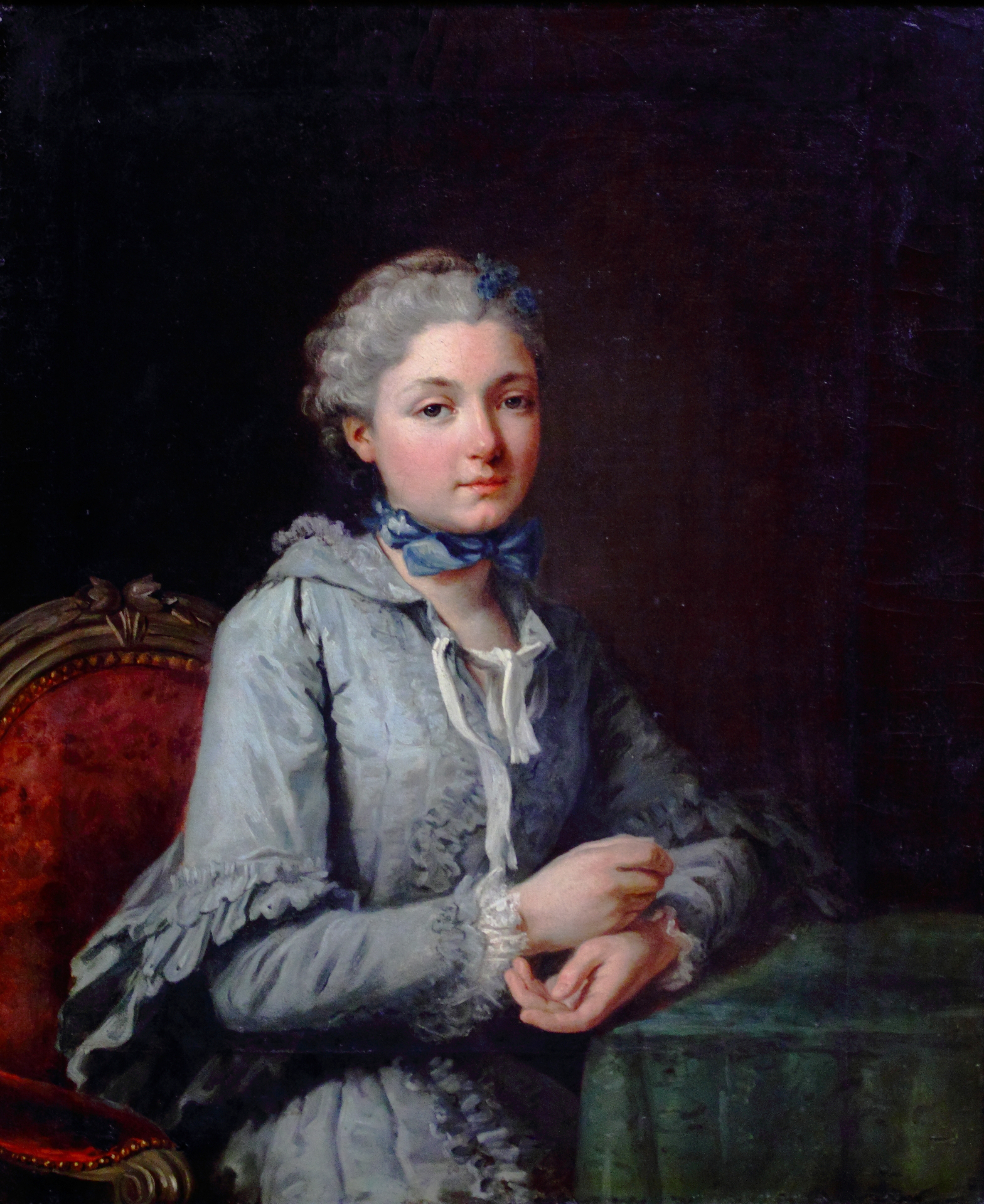
Portrait of Innocente Guillemette de Rosnyvinen de Pire, 1762
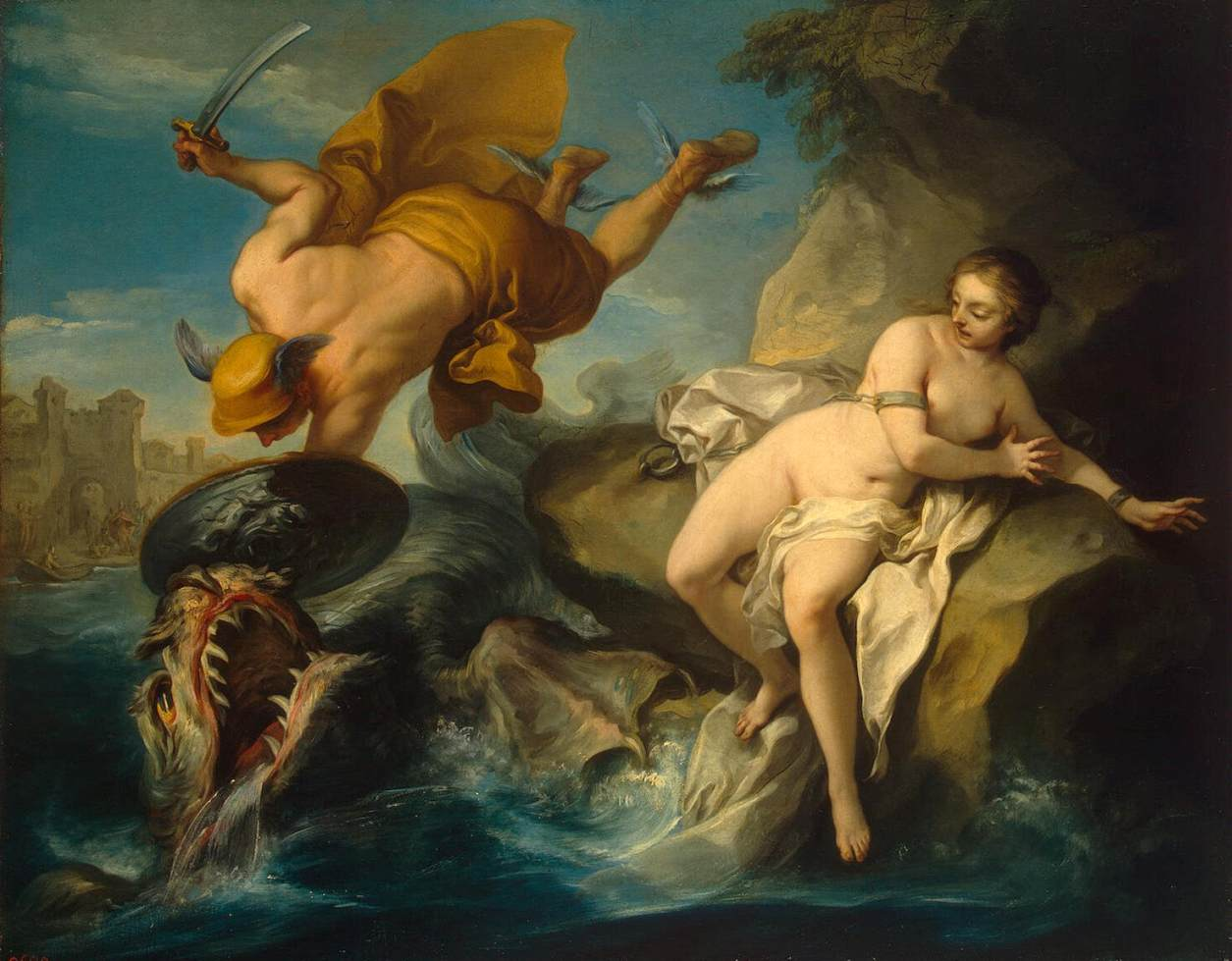
Perseus and Andromeda
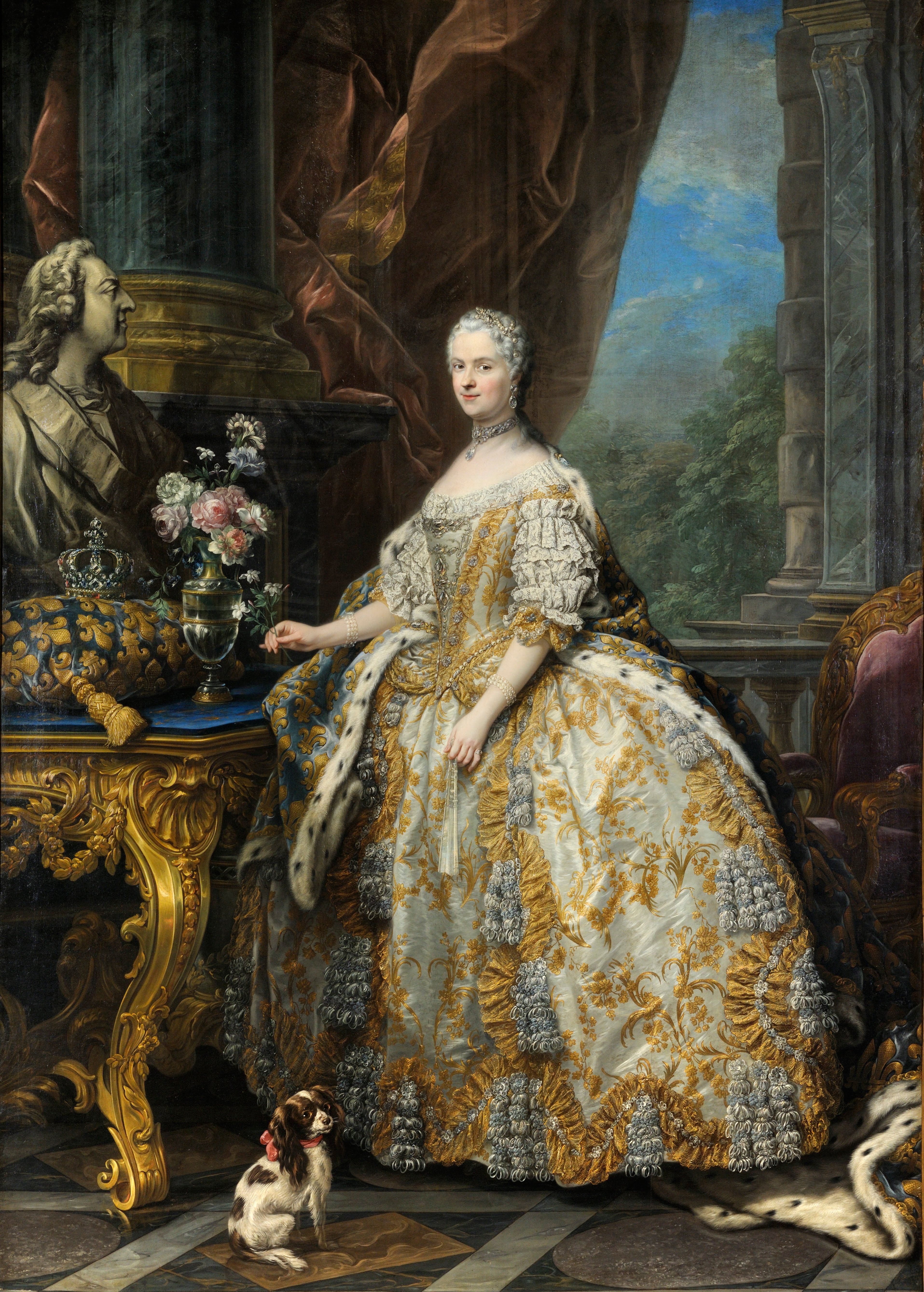
Marie Leczinska, Queen of France (1703-1768), 1747, کاخ ورسای
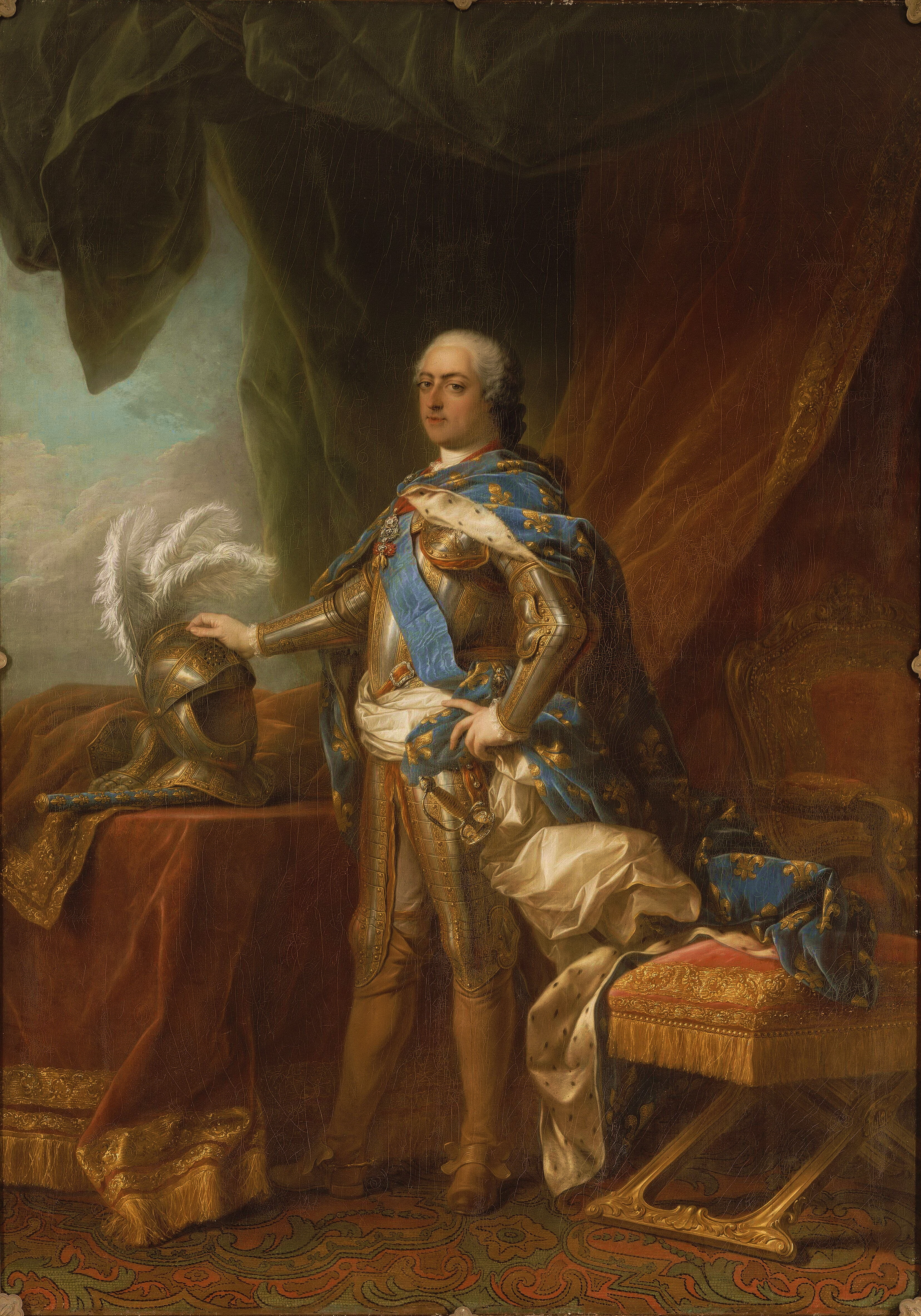
لوئی پانزدهم (1710-1774)
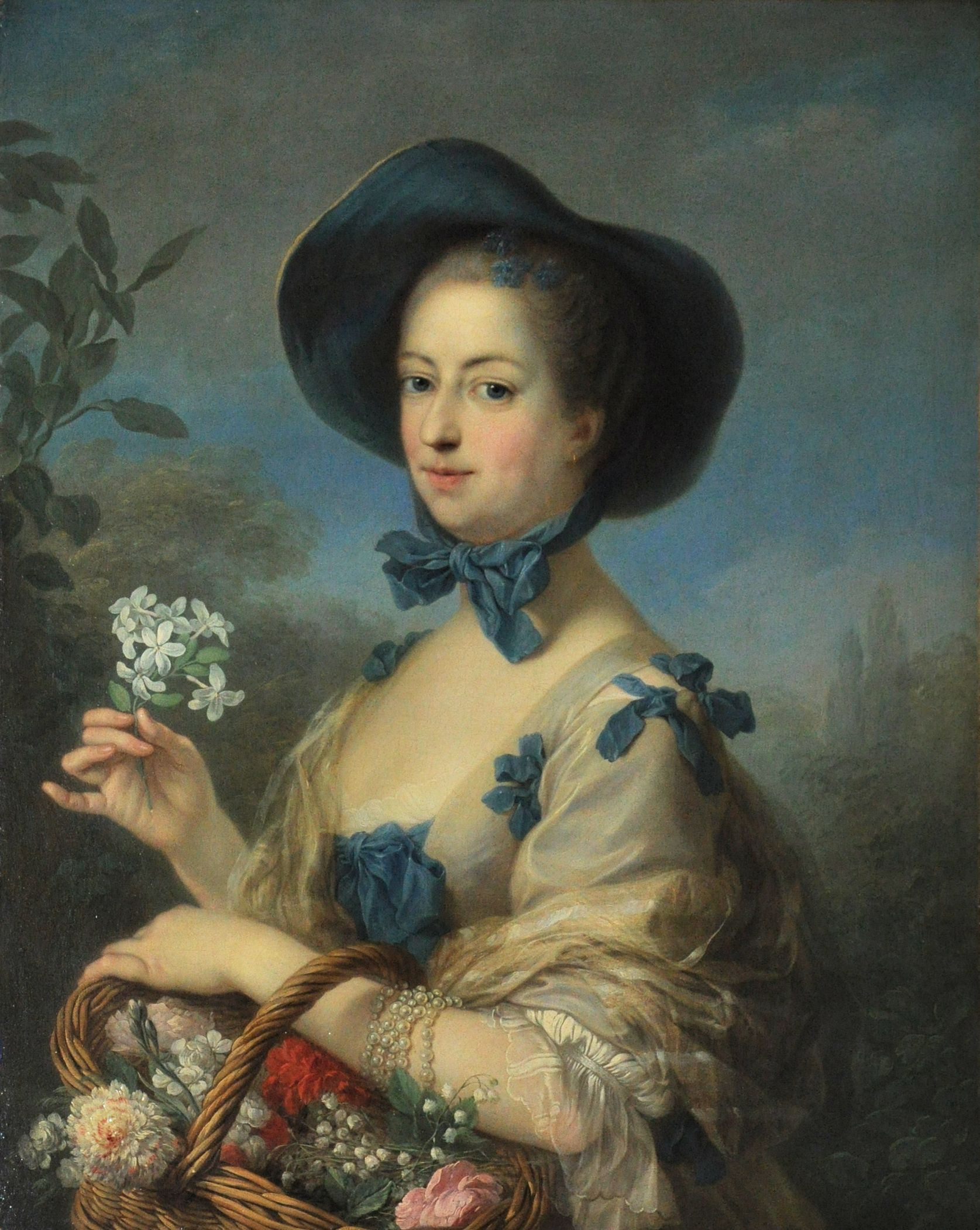
La Marquise de Pompadour, 1754-1755, Versailles, پتی تریانو
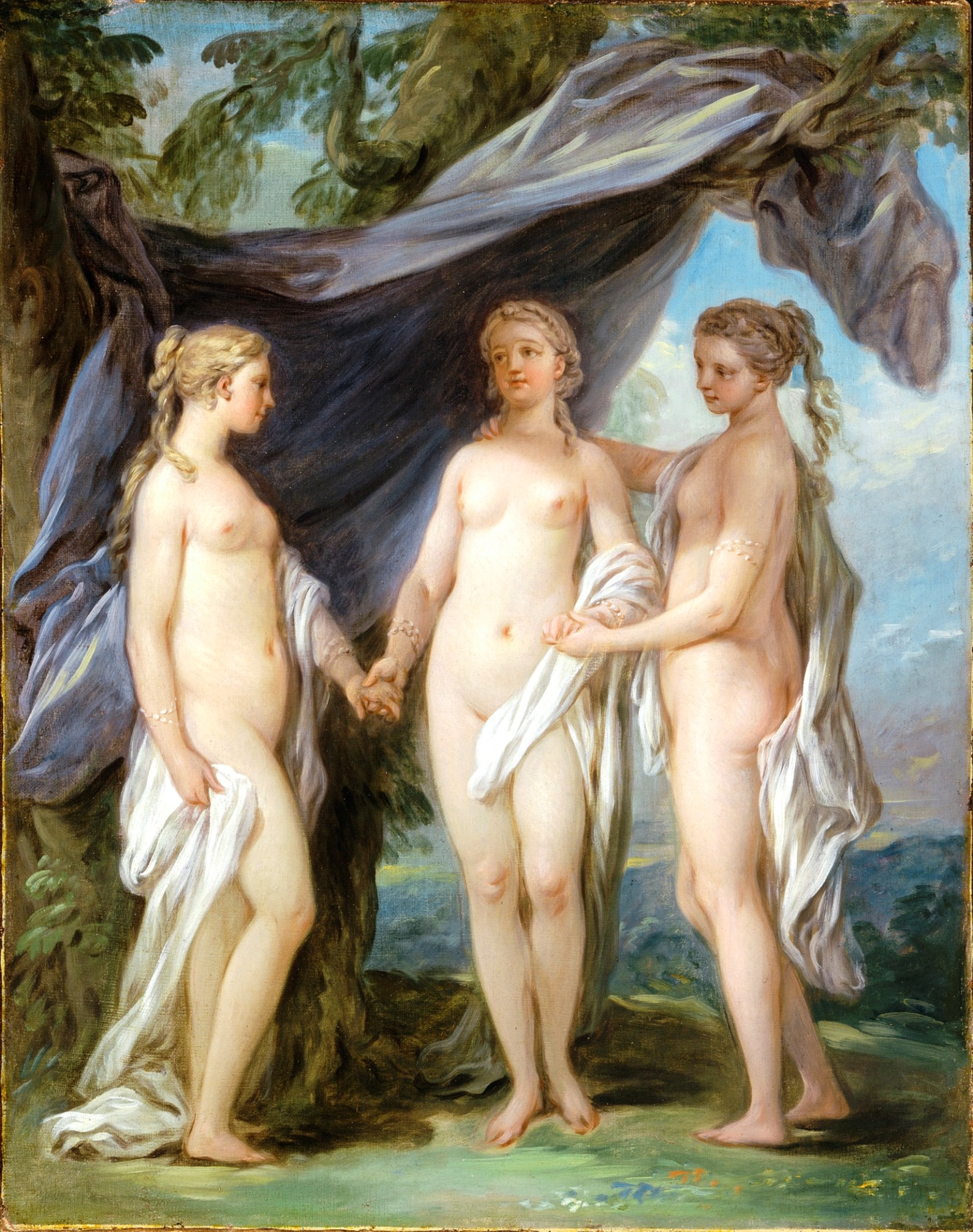
The Three Graces, 1763
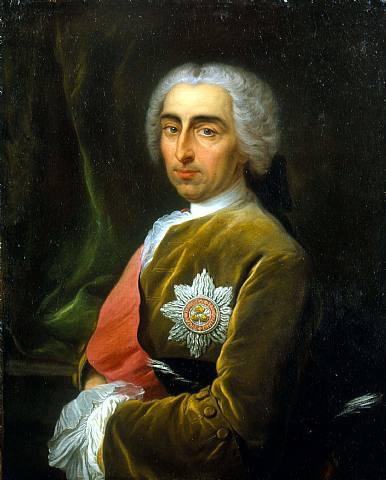
Portrait of William 1st Viscount Bateman
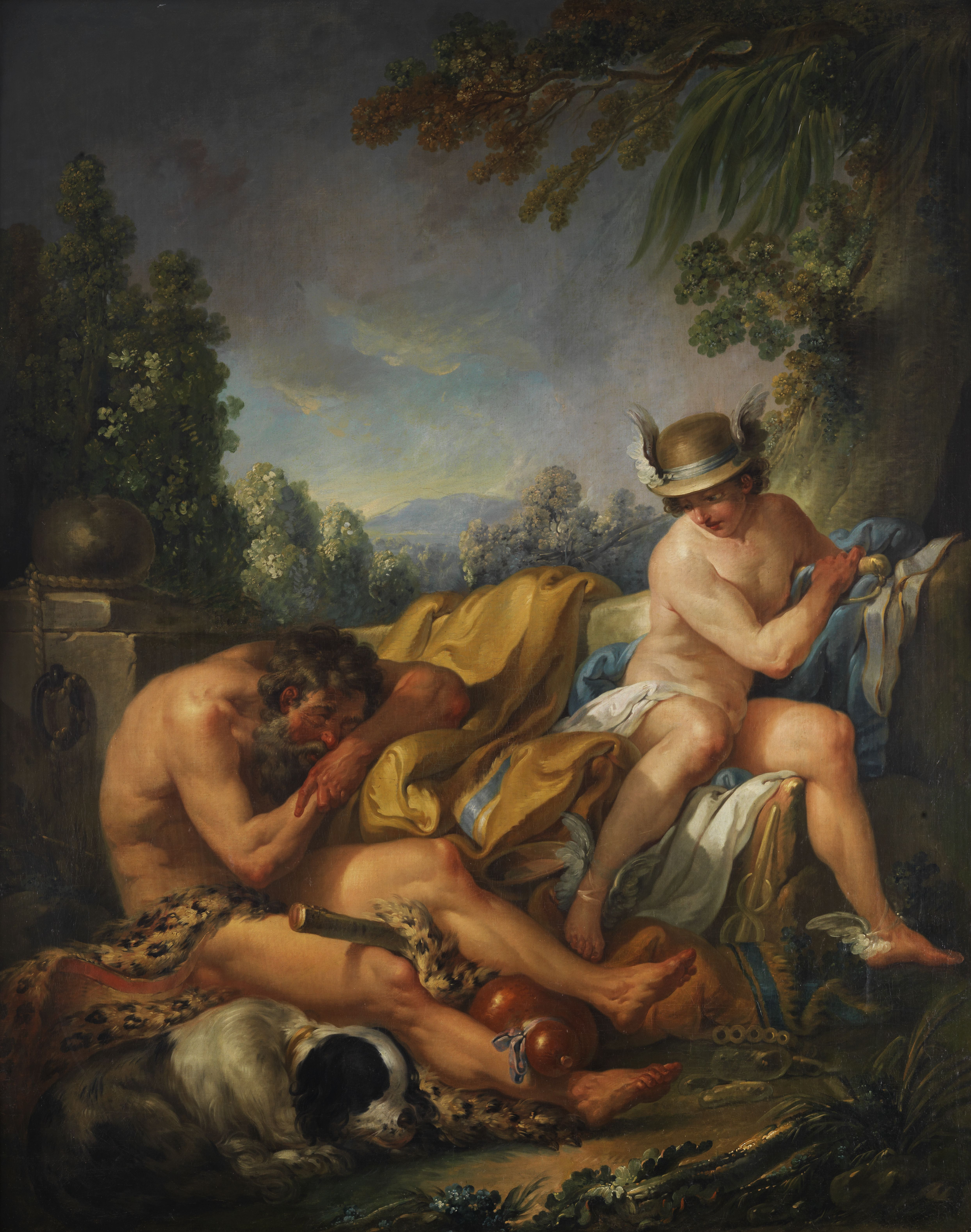
Mercury and Argus
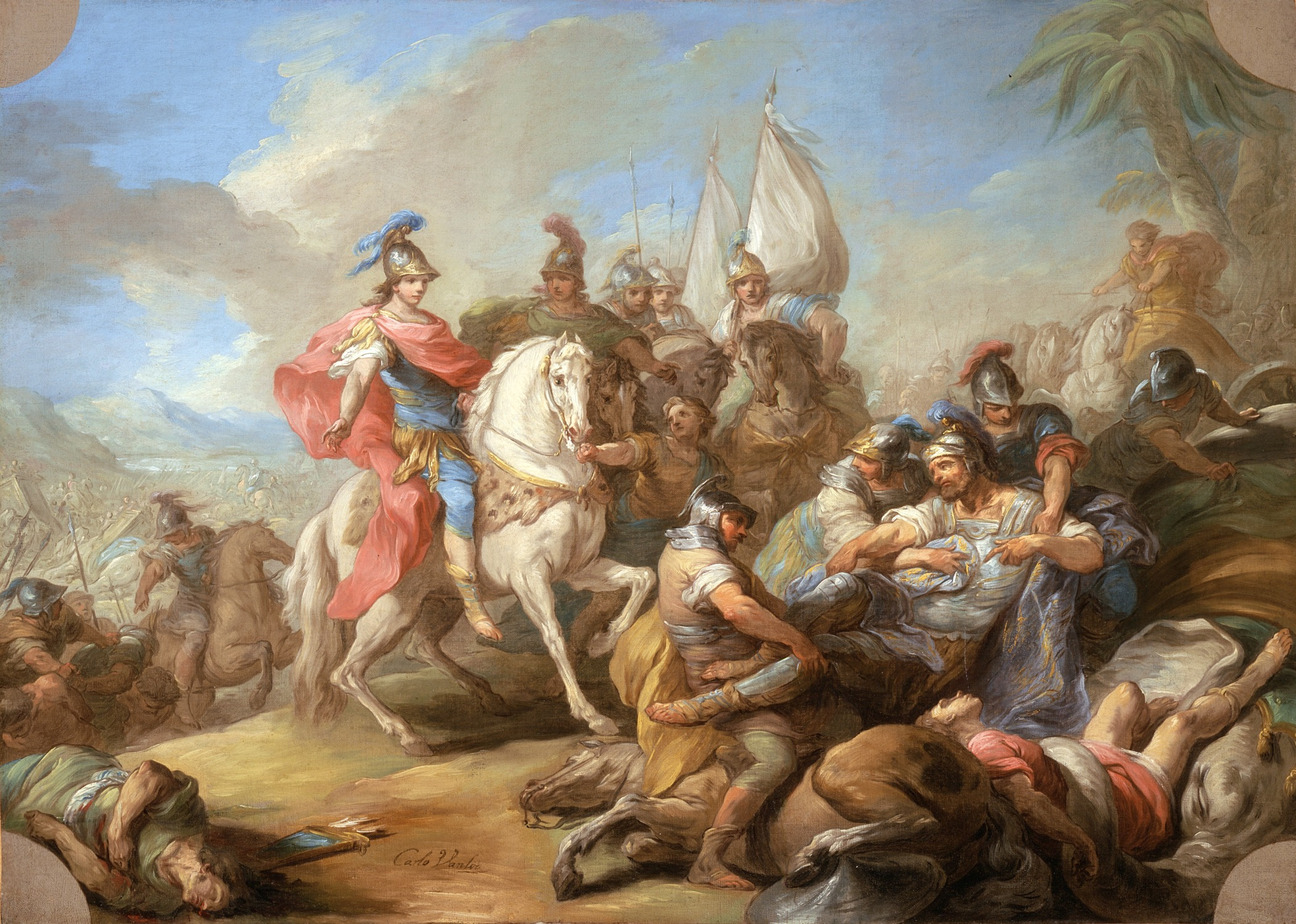
The Victory of Alexander over Porus
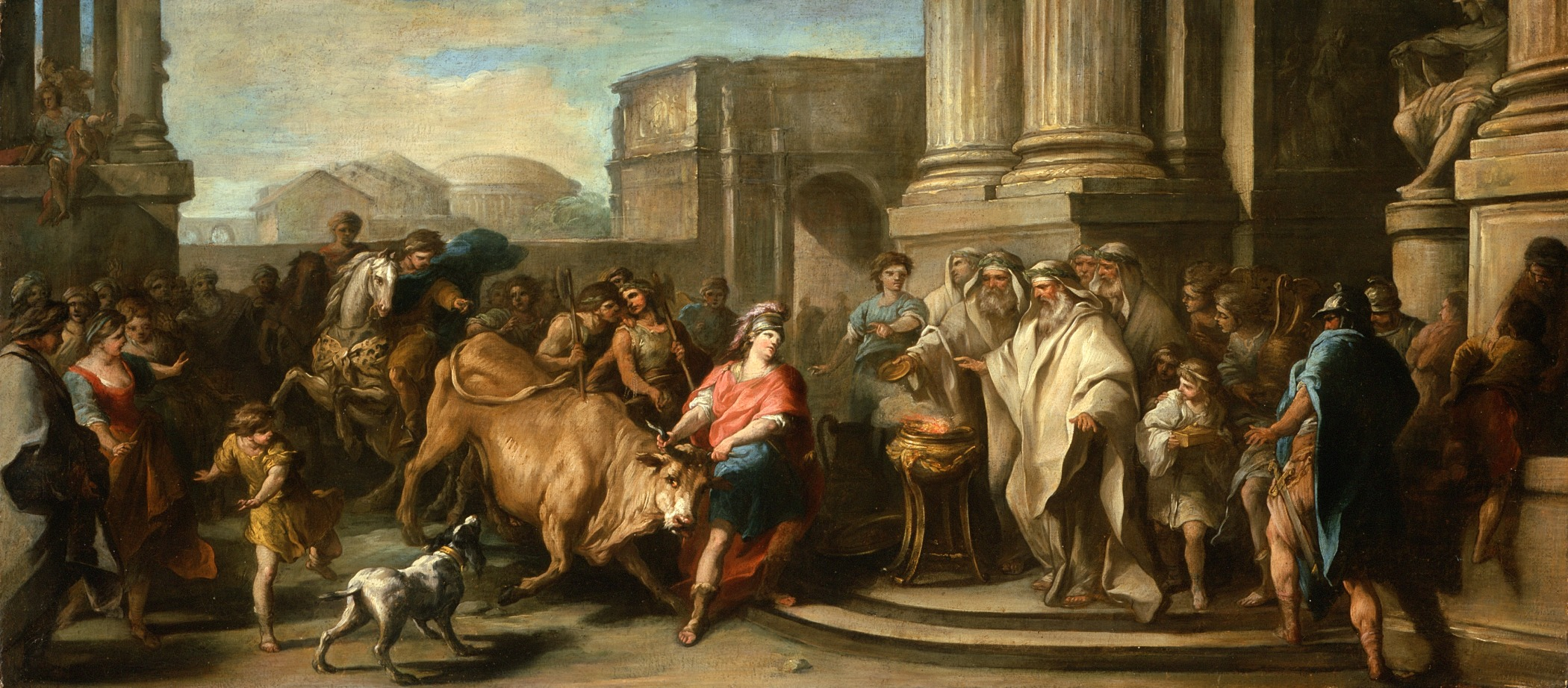
Theseus Taming the Bull of Marathon
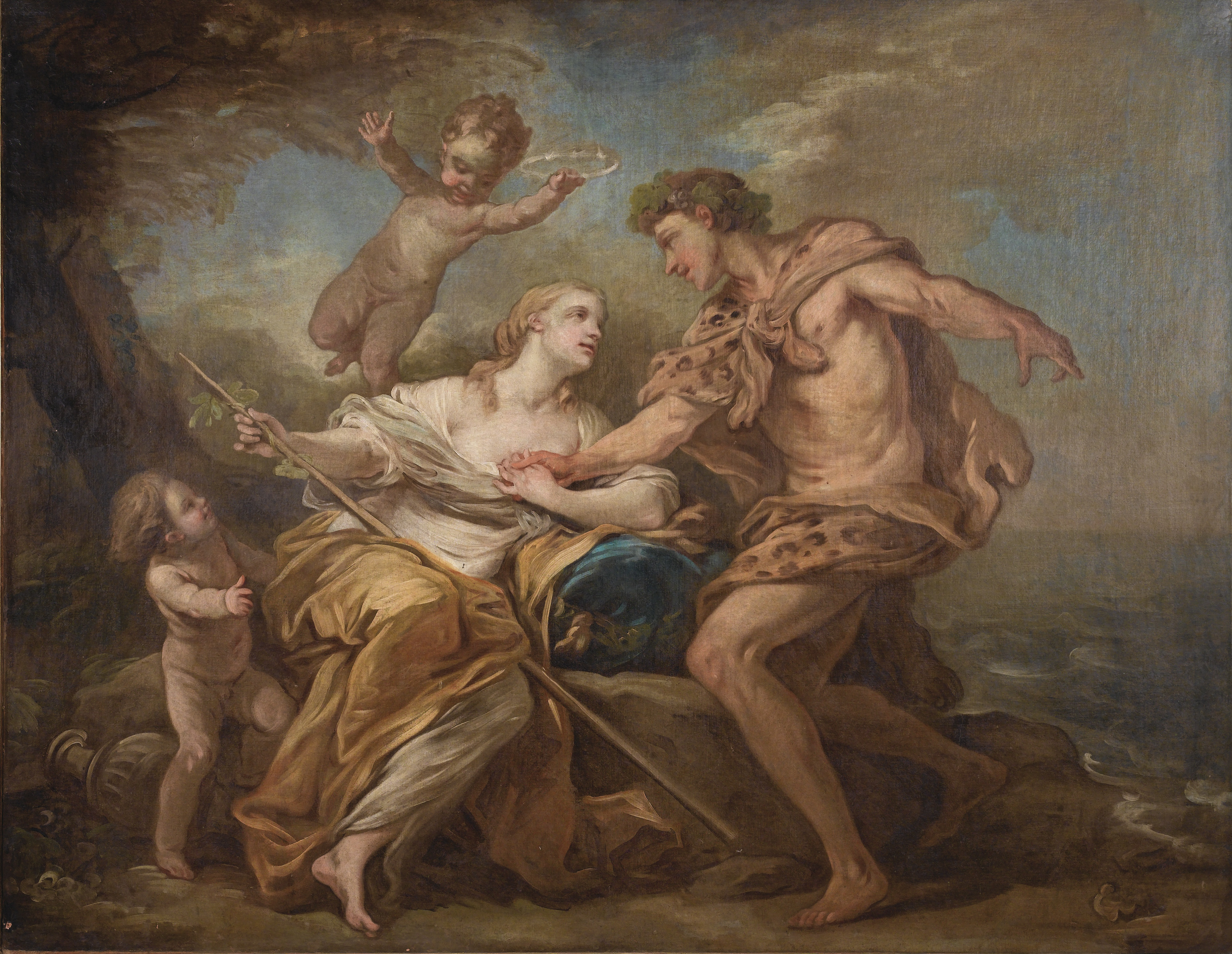
Baccus et Ariane
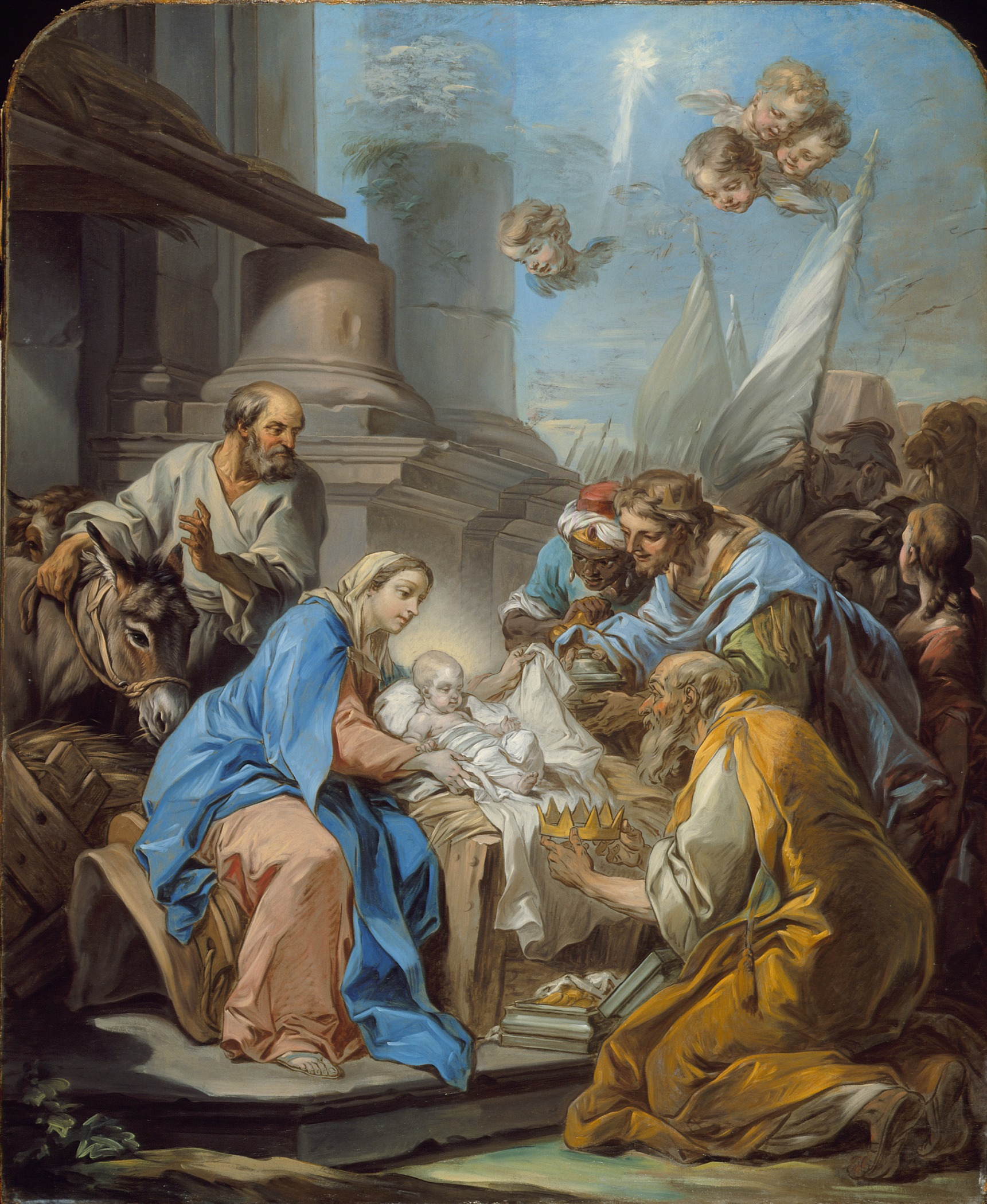
The Adoration of the Magi